# Шатокуа (движение)
Шатокуа (англ. Chautauqua) — американское общественное движение по распространению образования среди взрослых жителей отдалённых сельских районов, существовавшее преимущественно в конце XIX — начале XX веков. Название движения связано с озером Шатокуа, где были проведены первые подобные занятия.
Движение Шатокуа зародилось в 1874 году, когда в штате Нью-Йорк был основан Университет Шатокуа. Два года спустя занятия стали проводиться летом (все три месяца — июнь, июль, август) в формате летней школы. Первоначально такие занятия имели узкую религиозную направленность, напоминая своей организацией воскресные школы, проповедовавшие христианство, однако позднее они стали носить гораздо более широкий характер, причём включали преподавание не только наук, но и, например, музыки, а также театральные и цирковые представления и прочие культурные мероприятия. Хотя основателями движения были представители методистской церкви, в Шатокуа вскоре был закреплён «надконфессиональный» принцип, благодаря чему в нём принимали участие также многие католики и лютеране.
В скором времени такие школы начали распространяться по всей сельской местности США. В школах Шатокуа проходили также дискуссии по острым в то время политическим и социальным вопросам, таким как трезвость, женское избирательное право и детский труд, однако видных политических лидеров туда старались не приглашать. В начале XX века стали появляться «летние лагеря» Шатокуа, где на каждый из дней была расписана программа выступлений.
В 1920-е годы XX века движение Шатокуа стало постепенно сходить на нет по причине распространения — в том числе в отдалённых регионах — автомобилей, радио, кинематографа, а затем и телевидения, благодаря чему сельские жители смогли получить больший доступ к информации.